# Melanocharacidium blennioides
Melanocharacidium blennioides es una especie de peces de la familia Crenuchidae en el orden de los Characiformes.

## Morfología
Los machos pueden llegar alcanzar los 4 cm de longitud total.

## Hábitat
Vive en zonas de clima tropical.

## Distribución geográfica
Se encuentran en Sudamérica:  cuenca del río Esequibo y ríos costeros entre la Guayana y la Guayana Francesa.